# Oh Sang-eun
Oh Sang-eun, född 13 april 1977 i Daegu, Sydkorea, är en sydkoreansk idrottare som tog lagbrons i bordtennis vid OS 2008 i Peking. Bronset vann han tillsammans med Ryu Seung-min och Yoon Jae-young.

## Meriter

### Olympiska meriter

#### Olympiska sommarspelen 2008
| Oh Sang-eun | Singel |  |  |  | Toriola (NGR) W 4-3 | Timo Boll (GER) W 4-1 | Ma Lin (CHN) L 0-4 |